# Шрайбер, Лев
А́йзек Лев Шра́йбер (англ. Isaac Liev Schreiber, американское произношение имени — Лиэв , также встречается неправильная транскрипция Лив Шрайбер; род. 4 октября 1967, Сан-Франциско, США) — американский актёр, режиссёр, сценарист и продюсер. Лауреат премии «Тони». Обладатель 6 номинаций на «Золотой глобус». Известен по ряду независимых фильмов и нескольким блокбастерам, включая картину «Люди Икс: Начало. Росомаха» и первые три ленты серии фильмов Уэса Крэйвена «Крик».

## Ранние годы
Лев Шрайбер родился в Сан-Франциско, штат Калифорния, в семье художницы Хезер Милгрэм и театрального актёра и режиссёра Телла Шрайбера. У его отца смешанные австрийские, ирландские, швейцарские и шотландские корни, а мать — еврейка, предки которой иммигрировали из Польши, Украины и Германии (дед по материнской линии — из Украины).
Когда Шрайберу был один год, семья переехала в Канаду, а когда ему исполнилось четыре, его родители развелись. Детство прошло в Нижнем Ист-Сайде Нью-Йорка, где он жил вместе с матерью после развода родителей. Мать работала водителем такси и занималась продажей кукол из папье-маше собственного изготовления. Она заставляла сына заниматься чтением и запрещала смотреть цветные фильмы, в результате чего его любимым актёром стал Чарли Чаплин. В 1977 году фильм «Звёздные войны» стал первым цветным фильмом, который он увидел.
Согласно театральному критику Джону Лару, будучи маленьким ребёнком, Лев крал деньги, в основном из сейфа на работе матери. В 12 лет Лев был пойман и для перевоспитания его послали учиться в ашрам Шри Ганапати Сатчидананды в городе Помфрет, штат Коннектикут. Вскоре он вернулся в Нью-Йорк и вначале учился в муниципальной школе, где несмотря на занятия спортом был непопулярным из-за слухов о своей странной семье и прошлых кражах. В 1984 году Шрайбер поступил во Friends Seminary, частную нью-йоркскую школу, где вместе с ним проходила обучение будущая актриса Аманда Пит. В школьном театре Friendship Academy Шрайбер впервые обнаружил в себе актёрский талант.
Обучение продолжилось в Гэмпширском колледже в Амхерсте, штат Массачусетс, где Шрайбер исполнил свою первую сольную роль.
В 1992 году он окончил Школу драматического искусства Йельского университета. Также посещал Королевскую академию драматического искусства в Лондоне. Первоначально Шрайбер собирался стать сценаристом и писателем.

## Карьера

### Кино
В 1990-х годах Шрайбер стал известен как актёр независимого кино, сыграв несколько ролей второго плана в независимых фильмах «Гуляют, болтают» (1996), «Дневные путешественники» (1998) и «Прогулка по Луне» (1999), за работу в двух последних он получил номинацию на премию независимого кинематографа Chlotrudis Awards.
Роль подозреваемого в убийствах Коттона Уири в первых фильмах серии фильмов «Крик» открыла ему дорогу в крупнобюджетные студийные картины: «Гамлет» (2000) с Итаном Хоуком, «Ураган» (1999) с Дензелом Вашингтоном и «Цена страха» (2002) с Беном Аффлеком.
В 1999 году роль Орсона Уэллса в телефильме канала HBO «Проект 281» принесла Шрайберу номинации на «Эмми» и «Золотой глобус». Работа в ремейке 2004 года «Маньчжурский кандидат» с Вашингтоном и Мерил Стрип также не осталась без внимания критиков.
С конца 1990-х годов Шрайбер планировал снять экранизацию «Венецианского купца», главная роль в которой предназначалась актёру Дастину Хоффману, а затем занялся написанием сценария фильма, в котором рассказывалось о его взаимоотношениях с украинским дедом. Но вскоре ему попался роман Джонатана Сафрана Фоера «И всё осветилось», в основу которого легла похожая история.
Фильм по сценарию Льва Шрайбера «И всё осветилось», главную роль в котором сыграл Элайджа Вуд, вышел в 2005 году. Работа Шрайбера как сценариста и режиссёра была отмечена номинациями и призами на различных кинофестивалях.
В 2006 году Шрайбер вместе с Наоми Уоттс и Эдвардом Нортоном появился в фильме «Разрисованная вуаль», а также сыграл в ремейке фильма «Омен». В этом же году его пригласили стать членом Американской академии кинематографических искусств и наук.
В 2007 году выступил в качестве временной замены персонажа Уильяма Петерсона в телесериале телеканала CBS «C.S.I.: Место преступления».
В адаптации романа Габриэля Гарсиа Маркеса «Любовь во время холеры», также вышедшей на экраны в 2007, Шрайбер сыграл женственного Лотарио Тургута.
В 2008 году получил роль Саблезуба фильме кинокомпании Marvel Comics «Люди Икс: Начало. Росомаха» вместе с Хью Джекманом, с которым ещё сыграл в фильме «Кейт и Лео», а также вместе с Дэниелом Крейгом сыграл братьев Бельских — белорусских партизан — в фильме «Вызов» Эдварда Цвика.

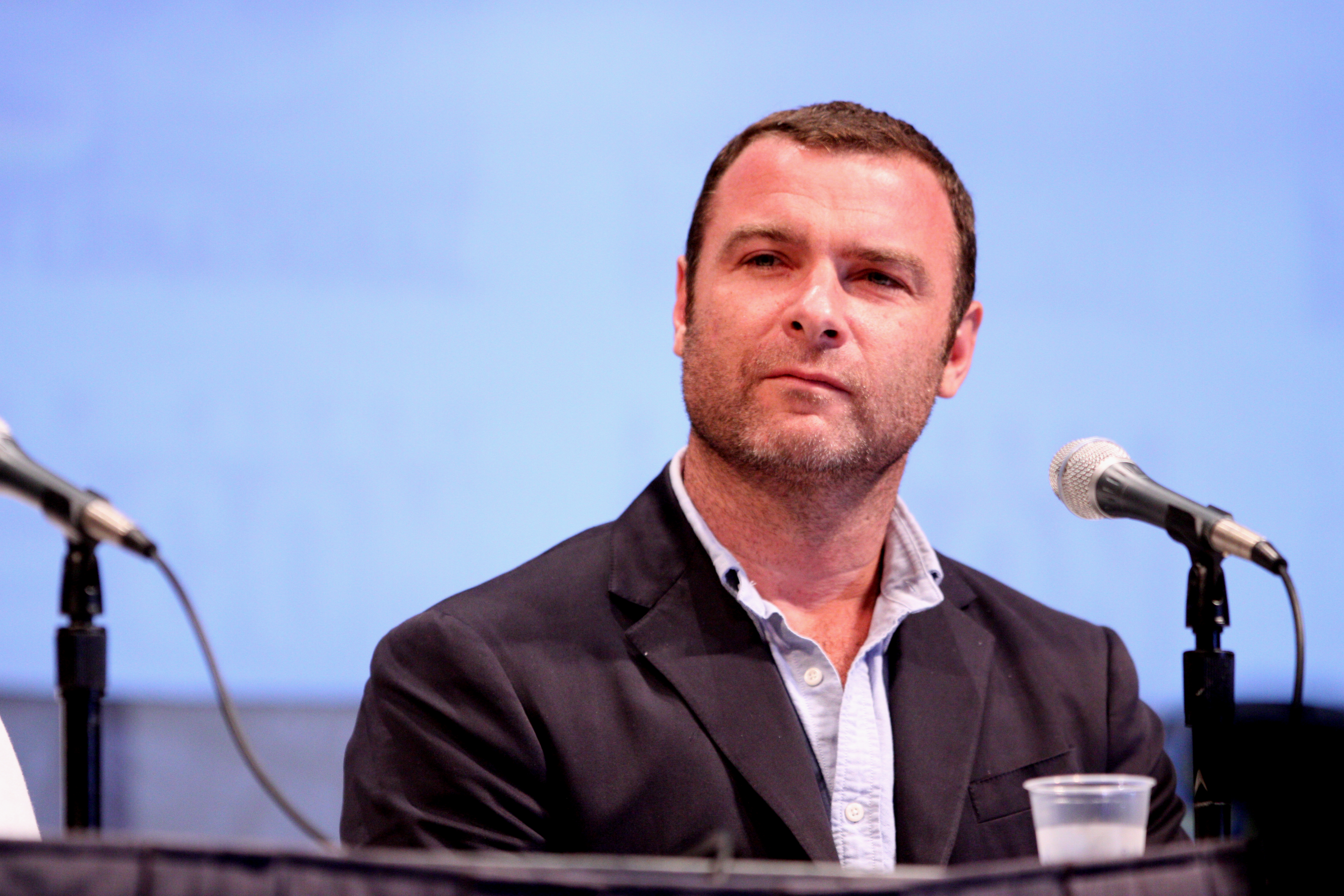
Лев Шрайбер на San Diego Comic-Con International в 2010 году

в 2010 году вышел фильм «Солт», где он сыграл главную роль русского разведчика «под прикрытием» в американском разведывательном управлении. В 2014 году сыграл роль советского шахматиста Бориса Спасского в фильме «Жертвуя пешкой», его партнёром по съёмкам стал Тоби Магуайр в образе великого шахматиста Бобби Фишера. В 2015 году на экраны вышел фильм «В центре внимания», в котором Лев сыграл одну из главных ролей. Картина получила две премии «Оскар», в том числе в номинации «Лучший фильм». В том же году актер озвучил диктора HBO в спортивной драме «Крид: Наследие Рокки». В 2016-м можно было увидеть Шрайбера в постапокалиптической картине «5-я волна» в роли полковника Воша, в 2017-м — услышать его голос в оригинальной версии анимационного фильма «My Little Pony в кино». Также, в 2017 году в Канаде состоялась премьера комедии «Вышибала: Эпический замес» Джея Барушеля при участии Шрайбера.
В 2018 году Лев Шрайбер стал частью актерского состава анимационного фильма Уэса Андерсона «Остров собак», он подарил свой голос псу Спотсу. Именно на его поиски отправляется главный герой, мальчик Атари. В том же году Шрайбер озвучил Кингпина в анимационном фильме «Человек-паук: Через вселенные», впоследствии получившем премии Оскар, Золотой глобус и BAFTA как «Лучший анимационный полнометражный фильм». В октябре 2019 года в российский прокат выйдет романтическая комедия Вуди Аллена «Дождливый день в Нью-Йорке». Помимо Шрайбера в картине сыграли Тимоти Шаламе, Эль Фэннинг, Селена Гомес, Джуд Лоу и Диего Луна.

### Театр
Шрайбер также хорошо известен как театральный актёр. Его первое появление на Бродвее состоялось ещё в 1993 году. Среди работ много пьес Шекспира: «Цимбелин», «Макбет», главные роли в «Гамлете» и «Генрихе V».
В 2002 году вместе с Сигурни Уивер Шрайбер участвовал в коммерчески успешной и получившей хорошие отзывы критиков постановке пьесы «Престол господень» на Бродвее, а в 2005 году получил «Тони» за главную роль в отмеченной Пулитцеровской премией пьесе «Гленгарри Глен Росс».
В 2007 году роль в возрождённой бродвейской постановке пьесы Эрика Богосяна «Радиобеседы» принесла ему приз премию Лиги Драмы и номинации на премии «Тони», «Драма Деск» и Outer Critics Circle Award.

### Другие работы
Выступает в качестве комментатора в различных телепередачах и участвует в озвучивании документальных фильмов для телеканалов PBS, HBO, History Channel.

## Личная жизнь

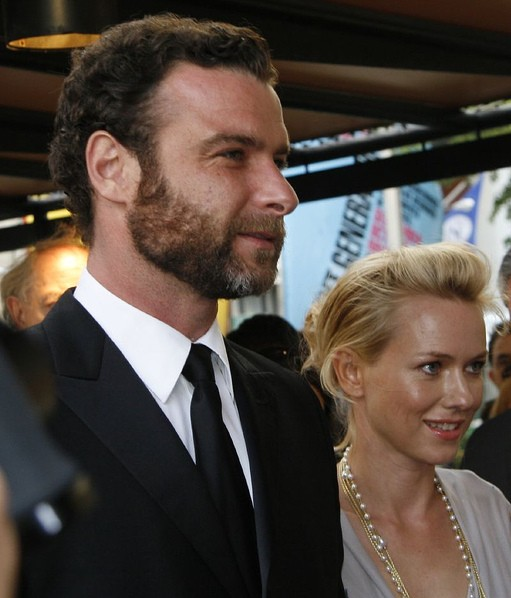
Шрайбер и Наоми Уоттс (2006)

### Семья и отношения
У Шрайбера есть единокровные и единоутробные сестры и братья (Макс, Чарльз, Уилл и актёр Пабло Шрайбер).
Был помолвлен с актрисой Кристин Дэвис и продюсером Кейт Драйвер (сестрой актрисы Минни Драйвер), затем в 2006 году объявил о помолвке с британской актрисой Наоми Уоттс, с которой снимался в фильме «Разрисованная вуаль». Слухи об их свадьбе остались неподтверждёнными. 25 июля 2007 года у пары родился сын Александр (Саша) Пит Шрайбер. 13 декабря 2008 года у пары родился второй сын — Сэмюэл Кай Шрайбер. В сентябре 2016 года пара объявила о расставании.

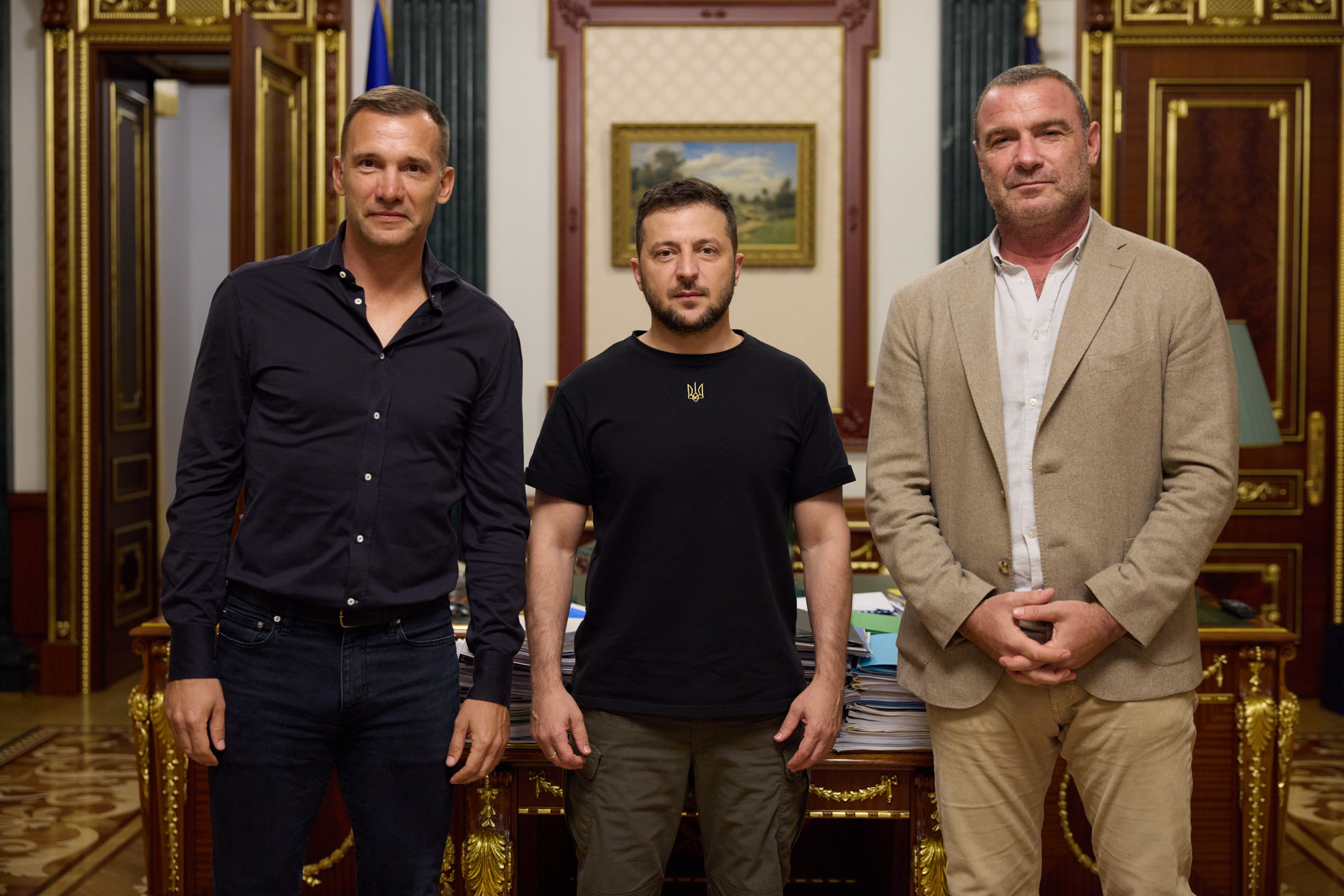
Андрей Шевченко, Владимир Зеленский и Лев Шрайбер в Киеве, 18 августа 2022 года

### Взгляды и увлечения
Увлекается баскетболом, ездой на велосипеде и фехтованием, а ранее занимался футболом. Будучи подростком, тренировался на спасателя, что помогло ему спастись во время занятий сёрфингом в Австралии.
В 2022 году после российского военного вторжения выступил с активной поддержкой Украины, став соучредителем организации Blue Check Ukraine, созданной для того, чтобы облегчить процесс пожертвований для тех американцев, которые хотят помочь Украине. С волонтерскими миссиями посещал Львов и Киев.

## Фильмография

### Кино
| Год  | Название на русском                                                   | Оригинальное название                                  | Роль                                | Примечания                         |
| ---- | --------------------------------------------------------------------- | ------------------------------------------------------ | ----------------------------------- | ---------------------------------- |
| 1994 | Рождество психов                                                      | Mixed Nuts                                             | Крис                                |                                    |
| 1995 | Тусовщица                                                             | Party Girl                                             | Найджел                             |                                    |
| 1995 | Звонок Денизы                                                         | Denise Calls Up                                        | Джерри                              |                                    |
| 1995 | Безумная любовь                                                       | Mad Love                                               | продавец                            |                                    |
| 1996 | Большая ночь                                                          | Big Night                                              | Лео                                 |                                    |
| 1996 | Дневные путешественники                                               | The Daytrippers                                        | Карл Петрович                       |                                    |
| 1996 | Гуляют, болтают                                                       | Walking and Talking                                    | Эндрю                               |                                    |
| 1996 | Выкуп                                                                 | Ransom                                                 | Кларк Барнс                         |                                    |
| 1996 | Крик                                                                  | Scream                                                 | Коттон Уири                         |                                    |
| 1997 | Он, она и палец                                                       | His and Hers                                           | Гленн                               |                                    |
| 1997 | Крик 2                                                                | Scream 2                                               | Коттон Уири                         |                                    |
| 1997 | Багаж                                                                 | Baggage                                                | н/д                                 | короткометражный фильм             |
| 1998 | Фантомы                                                               | Phantoms                                               | помощник шерифа Стюарт «Стью» Уоргл |                                    |
| 1998 | Сфера                                                                 | Sphere                                                 | Тед Филдинг                         |                                    |
| 1998 | Сумерки                                                               | Twilight                                               | Джефф Уиллис                        |                                    |
| 1998 | Печаль пустыни                                                        | Desert Blue                                            | Мики Мундей                         | озвучка                            |
| 1999 | Прогулка по Луне                                                      | A Walk on the Moon                                     | Марти Кантровиц                     |                                    |
| 1999 | Якоб-лжец                                                             | Jakob the Liar                                         | Миша                                |                                    |
| 1999 | Ураган                                                                | The Hurricane                                          | Сэм Чейтон                          |                                    |
| 1999 | Прыгай вперёд                                                         | Spring Forward                                         | Пол                                 |                                    |
| 2000 | Гамлет                                                                | Hamlet                                                 | Лаэрт                               |                                    |
| 2000 | Крик 3                                                                | Scream 3                                               | Коттон Уири                         |                                    |
| 2001 | Кейт и Лео                                                            | «Kate & Leopold»                                       | Стюар Бессер                        |                                    |
| 2002 | Цена страха                                                           | The Sum of All Fears                                   | Джон Кларк                          |                                    |
| 2003 | Проект «Ельцин»                                                       | Spinning Boris                                         | Джо Шумейт                          |                                    |
| 2004 | Маньчжурский кандидат                                                 | The Manchurian Candidate                               | Реймонд Шоу                         |                                    |
| 2006 | Омен                                                                  | The Omen                                               | Роберт Торн                         |                                    |
| 2006 | Разрисованная вуаль                                                   | The Painted Veil                                       | Чарли Таунсенд                      |                                    |
| 2007 | Чикагская десятка                                                     | Chicago 10                                             | Уильям Канстлер                     | документальный мультфильм; озвучка |
| 2007 | Десять заповедей                                                      | The Ten                                                | Рей Джонсон                         |                                    |
| 2007 | Любовь во время холеры                                                | Love in the Time of Cholera                            | Лотарио Тугут                       |                                    |
| 2008 | Вызов                                                                 | Defiance                                               | Зусь Бельский                       |                                    |
| 2009 | Люди Икс: Начало. Росомаха                                            | X-Men Origins: Wolverine                               | Виктор Крид                         |                                    |
| 2009 | Штурмуя Вудсток                                                       | Taking Woodstock                                       | Вилма                               |                                    |
| 2010 | Потрошители                                                           | Repo Men!                                              | Фрэнк Мерсер                        |                                    |
| 2010 | Каждый Божий день                                                     | Every day                                              | Нэд                                 |                                    |
| 2010 | Солт                                                                  | Salt                                                   | Тед Уинтер                          |                                    |
| 2011 | —                                                                     | Portraits in Dramatic Time                             | в роли самого себя                  |                                    |
| 2011 | Вышибала                                                              | Goon                                                   | Росс «Босс» Реа                     |                                    |
| 2011 | —                                                                     | Felt                                                   | Банни                               | короткометражный фильм; озвучка    |
| 2012 | Псих                                                                  | Mental                                                 | Тревор                              |                                    |
| 2012 | Фундаменталист поневоле                                               | The Reluctant Fundamentalist                           | Бобби Линкольн                      |                                    |
| 2013 | Муви 43                                                               | Movie 43                                               | Роберт                              | новелла: Homeschooled              |
| 2013 | Последние дни на Марсе                                                | The Last Days on Mars                                  | Винсент Кэмпбелл                    |                                    |
| 2013 | Дворецкий                                                             | The Butler                                             | Линдон Джонсон                      |                                    |
| 2013 | Под маской жиголо                                                     | Fading Gigolo                                          | Дови                                |                                    |
| 2013 | Совершенный мужчина                                                   | A Perfect Man                                          | Джеймс                              |                                    |
| 2014 | Жертвуя пешкой                                                        | Pawn Sacrifice                                         | Борис Спасский                      |                                    |
| 2015 | В центре внимания                                                     | Spotlight                                              | Марти Бэрон                         |                                    |
| 2015 | Крид: Наследие Рокки                                                  | Creed                                                  | диктор HBO                          | озвучка                            |
| 2016 | 5-я волна                                                             | The 5th Wave                                           | полковник Вош                       |                                    |
| 2016 | Реальный Рокки                                                        | The Bleeder                                            | Чак Уэпнер                          |                                    |
| 2017 | Вышибала: Эпический замес                                             | Goon: Last of the Enforcers                            | Росс «Босс» Реа                     |                                    |
| 2017 | My Little Pony в кино                                                 | My Little Pony: The Movie                              | король Шторм                        | мультфильм; озвучка                |
| 2018 | Остров собак                                                          | Isle of Dogs                                           | Спотс                               | мультфильм; озвучка                |
| 2018 | Человек-паук: Через вселенные                                         | Spider-Man: Into the Spider-Verse                      | Уилсон Фиск                         | мультфильм; озвучка                |
| 2019 | Дождливый день в Нью-Йорке                                            | A Rainy Day in New York                                | Роланд Поллард                      |                                    |
| 2019 | Человеческий капитал                                                  | Human Capital                                          | Дрю Хейгл                           |                                    |
| 2021 | Французский вестник. Приложение к газете «Либерти. Канзас ивнинг сан» | The French Dispatch of the Liberty, Kansas Evening Sun | ведущий ток-шоу                     |                                    |
| 2022 | За рекой, в тени деревьев                                             | Across the River and Into the Trees                    | полковник Ричард Кантуэлл           |                                    |
| 2023 | Город астероидов                                                      | Asteroid City                                          | Джей-Джей Келлогг                   |                                    |

### Телевидение
| Год       | Название на русском                 | Оригинальное название                  | Роль                             | Примечания                                                       |
| --------- | ----------------------------------- | -------------------------------------- | -------------------------------- | ---------------------------------------------------------------- |
| 1994      | —                                   | Janek: The Silent Betrayal             | Оуэнс                            | телефильм                                                        |
| 1995      | Девушки с Дикого Запада             | Buffalo Girls                          | Огден                            | мини-сериал                                                      |
| 1995      | —                                   | People V                               | Том Бек                          | телефильм                                                        |
| 1996      | Комики                              | The Sunshine Boys                      | Рики Грегг                       | телефильм                                                        |
| 1998      | Где тебя носило                     | Since You’ve Been Gone                 | Фред Линдерхоф                   | телефильм                                                        |
| 1999      | Проект 281                          | RKO 281                                | Орсон Уэллс                      | телефильм                                                        |
| 2002      | Молодой доктор Фрейд                | Young Dr. Freud                        | Зигмунд Фрейд                    | документальный телефильм; озвучка                                |
| 2003      | Гитлер: Восхождение дьявола         | Hitler: The Rise of Evil               | Эрнст Ганфштенгль                | мини-сериал; 2 эпизода                                           |
| 2005      | Лакаванна Блюз                      | Lackawanna Blues                       | Улисс Форд                       | телефильм                                                        |
| 2007      | C.S.I.: Место преступления          | CSI: Crime Scene Investigation         | Майкл Кепплер                    | телесериал; 4 эпизода                                            |
| 2010      | Америка: История Соединенных Штатов | America: The Story of Us               | рассказчик                       | документальный телесериал; 2 эпизода                             |
| 2011      | Ежедневное шоу                      | The Daily Show                         | менеджер банка                   | эпизод: Mark Adams                                               |
| 2012      | Робоцып                             | Robot Chicken                          | Железный человек / король Тритон | мультсериал; эпизод: Collateral Damage in Gang Turf War; озвучка |
| 2013      | Завершить историю                   | Clear History                          | Тайбор                           | телефильм; не указан в титрах                                    |
| 2013—2020 | Рэй Донован                         | Ray Donovan                            | Рэй Донован                      | телесериал; основная роль                                        |
| 2015      | Конь БоДжек                         | BoJack Horseman                        | Коперник                         | мультсериал; эпизод: Out to Sea; озвучка                         |
| 2016      | Субботним вечером в прямом эфире    | Saturday Night Live                    | в роли самого себя               | эпизод: Adam Driver/Chris Stapleton; не указана в титрах         |
| 2016      | Пьяная история                      | Drunk History                          | Виктор Ластиг                    | эпизод: Landmarks                                                |
| 2018      | Мэнсон: Утерянные записи            | Inside the Manson Cult: The Lost Tapes | рассказчик                       | документальный телефильм                                         |
| 2019      | Симпсоны                            | The Simpsons                           | рассказчик                       | мультсериал; эпизод: Woo-Hoo Dunnit?; озвучка                    |
| 2019      | —                                   | 24/7 College Football                  | рассказчик                       | телесериал; 4 эпизода; озвучка                                   |
| 2022      | Рэй Донован                         | Ray Donovan: The Movie                 | Рэй Донован                      |                                                                  |

## Роли в театре
- 2007 — Радиобеседы / Talk Radio — Барри Чемплейн
- 2006 — The 24 Hour Plays 2006 — Барри Чемплейн
- 2005 — Гленгарри Глен Росс / Glengarry Glen Ross — Ричард Рома
- 2005 — Генрих V / Henry V — Генрих
- 2003 — The 24 Hour Plays 2003 — Сэм
- 2002 — Престол Господень / The Mercy Seat— Бен
- 2000—2001 — Предательство / Betrayal — Джерри
- 1999 — Гамлет / Hamlet — Гамлет
- 1998 — Макбет / Macbeth — Банко
- 1993 — In the Summer House — Лайонел

## Награды и номинации

### Награды
- 2005 — Венецианский кинофестиваль — Biografilm Award — И всё осветилось
- 2005 — Венецианский кинофестиваль — Laterna Magica Prize — И всё осветилось
- 2005 — Кинофестиваль в Братиславе — Приз ФИПРЕССИ — И всё осветилось
- 2005 — Кинофестиваль в Братиславе — Приз зрительских симпатий — И всё осветилось
- 2005 — Международный кинофестиваль в Сан-Паулу — Лучший сценарий — И всё осветилось
- 2005 — Тони — Лучший актёр в пьесе — Гленгарри Глен Росс / Glengarry Glen Ross
- 2005 — Drama Desk Award — Лучший актёрский ансамбль — Гленгарри Глен Росс / Glengarry Glen Ross
- 2022 — Орден «За заслуги» III степени (23 августа 2022 года, Украина) — за значительные личные заслуги в укреплении межгосударственного сотрудничества, поддержку государственного суверенитета и территориальной целостности Украины, весомый вклад в популяризацию Украинского государства в мире[24].

### Номинации
- 2000 — Эмми — Лучший актёр в мини-сериале или фильме — Проект 281
- 2000 — Золотой глобус — Лучший актёр в мини-сериале или телефильме — Проект 281
- 2001 — Drama Desk Award — Лучший актёр в пьесе — Предательство / Betrayal
- 2005 — Сатурн — Лучший актёр второго плана — Маньчжурский кандидат
- 2005 — Кинофестиваль в Братиславе — Гран-при — И всё осветилось
- 2007 — Тони — Лучший актёр в пьесе — Радиобеседы / Talk Radio
- 2007 — Drama Desk Award — Лучший актёр в пьесе — Радиобеседы / Talk Radio
- 2014 — Золотой глобус — Лучший актёр в сериале (драма) — Рэй Донован
- 2015 — Золотой глобус — Лучший актёр в сериале (драма) — Рэй Донован
- 2015 — «Эмми» — Лучшая мужская роль в драматическом сериале — Рэй Донован
- 2016 — Золотой глобус — Лучший актёр в сериале (драма) — Рэй Донован
- 2016 — Эмми — Лучшая мужская роль в драматическом сериале — Рэй Донован
- 2017 — Золотой глобус — Лучший актёр в сериале (драма) — Рэй Донован
- 2017 — Эмми — Лучшая мужская роль в драматическом сериале — Рэй Донован
- 2018 — Золотой глобус — Лучший актёр в сериале (драма) — Рэй Донован